# 761
Năm 761 là một năm trong lịch Julius.